# Saku, Nagano
Saku (佐久市 Saku-shi) là một thành phố thuộc tỉnh Nagano, Nhật Bản.